# Oneidowie
Oneidowie (Onę˙yóteˀ lub Onayotekaono, czyli „Lud Stojącego Kamienia” lub „Stojące Kamienie”, Thwahrù·nę w języku tuskarorańskim, ang. Oneida) – naród indiański zamieszkujący Amerykę Północną; byli jednym z plemion założycielskich Konfederacji Irokeskiej w północnej części dzisiejszego stanu Nowy Jork. Irokezi sami siebie nazywają Haudenosaunee („Ludem Długich Domów”) w odniesieniu do ich stylu życia i sposobu budownictwa w przeszłości.
Uważa się, że Oneidowie pojawili się jako niezależne plemię w VIII wieku, a w połowie XIV wieku zamieszkiwali obszar około 24 000 km² środkowej części stanu Nowy Jork, głównie wokół jeziora Oneida, w hrabstwach Oneida i Madison. Obszary bagienne położone na południe od jeziora do rzeki Susquehanna stanowiły dla nich ważny rejon pozyskiwania środków do życia . Po zakończeniu amerykańskiej wojny rewolucyjnej zostali zmuszeni do oddania wszystkich zamieszkiwanych terenów z wyjątkiem 1200 km², ale i te ziemie w większości musieli opuścić. Pod naciskiem władz stanowych i federalnych wielu Oneidów przeniosło się na początku XIX wieku do obecnego Wisconsin, a inni, sprzymierzeni z Brytyjczykami, wyemigrowali do Kanady.
W XXI wieku Oneidowie stanowią cztery niezależne grupy szczepów z własnymi, uznawanymi przez rząd federalny władzami w stanach Nowy Jork i Wisconsin w USA, jak również w prowincji Ontario w Kanadzie. Pod koniec XX wieku trzy szczepy Oneidów wystąpiły do sądu przeciw stanowi Nowy Jork domagając się zwrotu bezprawnie zabranych po wojnie rewolucyjnej ziem, czego dokonano wówczas na podstawie rzekomego traktatu, który nigdy nie został ratyfikowany przez Senat Stanów Zjednoczonych. Sąd Najwyższy uznał, że ówczesne działanie władz stanu Nowy Jork były niezgodne z konstytucją, ale nie podjął żadnej decyzji na temat zwrotu zabranych ziem lub innej formy rekompensaty.

## Lud Stojącego Kamienia

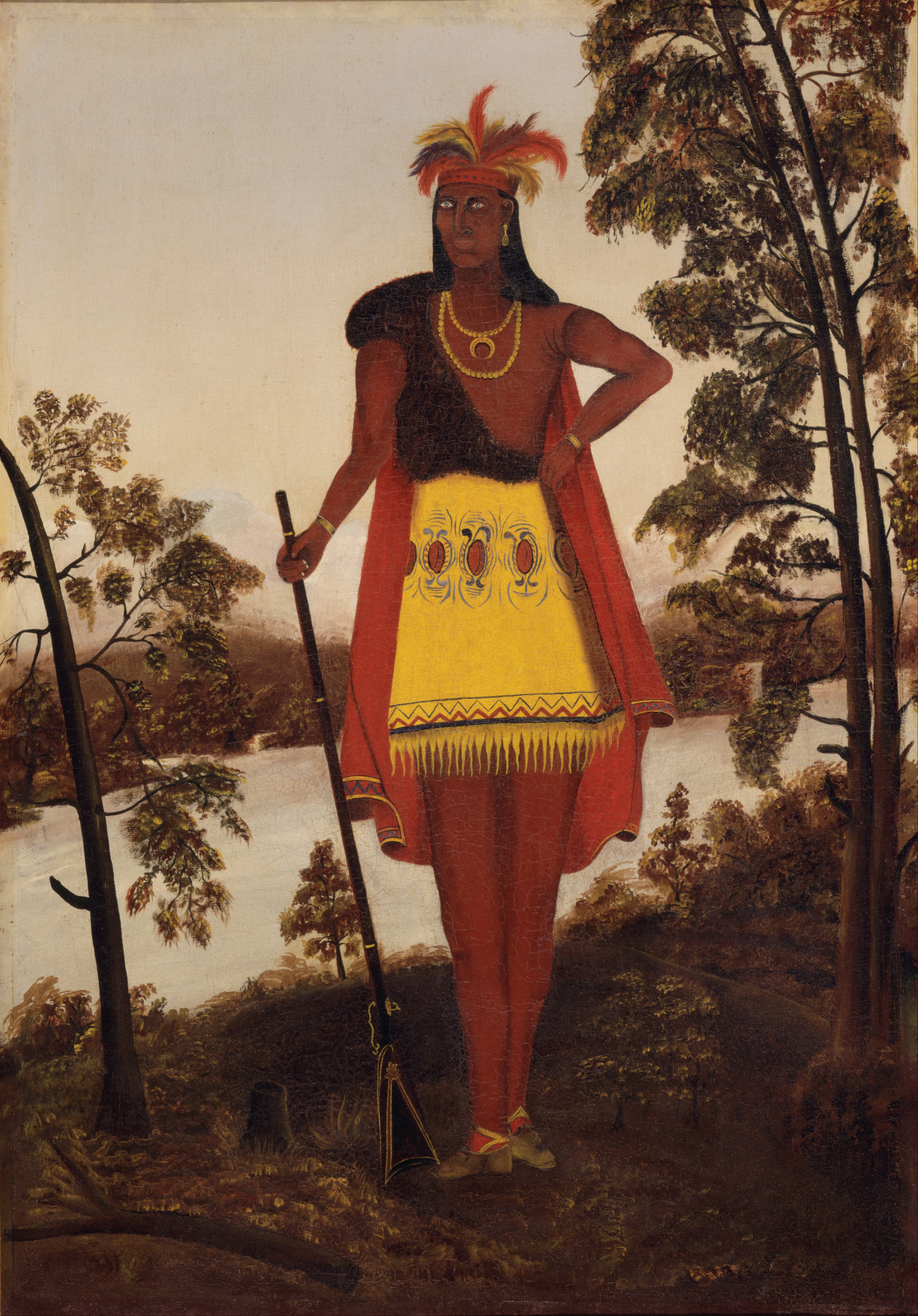
Wódz Oneidów Shikellamy

Angielska nazwa plemienia, Oneida, wzięła się z błędnego zapisu słowa Onyota'a:ka, które w wolnym tłumaczeniu oznacza Lud Stojącego Kamienia. Wywieść tę nazwę można z legendy, zgodnie z którą lud Oneidów był w dalekiej przeszłości ścigany przez nieprzyjaciół. Pościg był coraz bliżej, gdy nagle, na bezdrzewnej równinie, Oneidowie zniknęli. Przeciwnicy szukali ich bez skutku, aż w końcu uznali, że ludzie ci musieli chyba zamienić się w stojące pionowo kamienie, jakich wiele było w tym miejscu. I tak narodziła się nazwa plemienia, chociaż bardziej prawdopodobne jest, że wzięła się ona od samotnej skały znajdującej się w pobliżu jednej z ich wiosek. W innych legendach Oneidowie mieli początkowo nosić nazwę Ludu Wielkiego Drzewa. Niewiele opowieści starszych członków plemienia zostało spisanych, trudno więc rozpoznać pochodzenie tej legendy, chociaż niektórzy historycy i antropolodzy (Holbrook, Bruce) uważają, że legenda nawiązuje do irokeskiego Wielkiego Drzewa Pokoju.
Osoby należące z urodzenia do ludu Oneidów rozpoznawane są poprzez ich imiona duchowe (przez obcych nazywane imionami indiańskimi), nazwiska rodowe i szczepowe. Obowiązuje tu matrylinearny system pokrewieństwa, zgodnie z którym nowo narodzone dzieci przypisywane są do szczepu matki, taki też posiadają ciąg identyfikacyjny. Ważną rolę w wychowaniu tych dzieci (chłopców) odgrywają starsi bracia matki; biologiczny ojciec – jeśli nie jest z tego samego szczepu – nie posiada takich uprawnień. Każda rodzina i każda płeć posiada w szczepie określone obowiązki. Przynależność do szczepu determinuje Historia Kreacji ludu Onyota'a:ka. Oneidowie wywodzą się z trzech szczepów: Wilka, Żółwia i Niedźwiedzia .
Chociaż kolonizatorzy dążyli do asymilacji podbitych narodów indiańskich, zmuszenia ich do przyjęcia swego języka i swojej kultury, większość Oneidów wciąż jeszcze identyfikuje się z własnym szczepem. W przeszłości Oneidowie jeńców, wziętych podczas prowadzenia działań wojennych, przyjmowali przez adopcję do swego plemienia. Gdy na ich terenach pojawili się Europejczycy, Oneidowie czasami również takich brańców adoptowali i asymilowali. Akt adopcji był przede wszystkim zadaniem szczepu Wilków, stąd wielu członków plemienia identyfikuje się dzisiaj jako Wilki .